# سارة ريفينز
سارة ريفنس كاتبة وروائية جزائرية ولدت عام 1999 في الجزائر العاصمة، عرفت باسمها المستعار Te Blurred Girl الذي يعني الفتاة الباهتة، وهي تعمل كوكيلة إدارية في قاعة رياضية في الجزائر الوسطى.
بداية سنة 2023 حقق كتابها المركز الأول في مبيعات الكتب الفرنسية، وهي الجزائرية الأكثر قراءة في العالم.

## النشأة
منذ سن مبكرة بدأ شغف سارة بالكتابة وكتبت فصولًا مستقلة حصريًا لنفسها. وفي عام 2019 اتخذت زمام المبادرة من خلال نشر قصصها الأولى على منصة الكتابة عبر الإنترنت Wattpad. لاقت هذه القصص نجاحًا باهرًا وانتشرت القصص على نطاق واسع خصوصًا في وسائل التواصل الاجتماعي. أدى هذا النجاح المبكر إلى نشر رواياتها في فرنسا.

## أعمالها
- ملحمة أسير الجزء الأول[8]
- ملحمة أسير الجزء الثاني[9]
- ملحمة أسير الجزء الثاني ونصف[10]
- لاكستون الجزء الأول[11]
- لاكستون الجزء الثاني[12]